# País cerrado, teatro abierto
País cerrado, teatro abierto es una película argentina documental de 1990 dirigida por Arturo Balassa sobre su propio guion escrito en colaboración con Graciela Wegbrait. Se estrenó el 26 de abril de 1990. La investigación para el filme estuvo a cargo de José Laguna, Rubén Vignoles, Georgina Martignoni y Luis Sepúlveda. La película utiliza material fílmico y fotográfico sobre los ensayos y las representaciones del movimiento cultural conocido como "Teatro Abierto" para retratar su historia, al igual que entrevistas a los protagonistas del mismo. Fue filmado en 16 mm, y la voz en off del narrador corresponde al periodista Eduardo Aliverti.

## Sinopsis
El documental desarrolla la historia del fenómeno cultural conocido como Teatro Abierto, el cual fue iniciado el 28 de julio de 1981 como una reacción cultural contra la última dictadura cívico-militar argentina (1976-1983), y organizado por un grupo de artistas y trabajadores del mundo teatral, integrado entre otros por Osvaldo Dragún, Gonzalo Núñez, Jorge Rivera López, Luis Brandoni y Pepe Soriano.

## Participantes
Participaron en el filme los siguientes intérpretes:
- Roberto Cossa
- Carlos Gorostiza
- Osvaldo Dragún
- Gastón Breyer
- Antonio Mónaco
- Villanueva Cosse
- Rubens Correa
- Jorge Hacker
- Roque de Pedro
- Rodolfo Mederos
- Mene Arnó
- Diana Raznovich
- Máximo Soto
- Abelardo Duarte
- Daniel Arroscaeta
- Jorge Merzari
- Jorge Guglielmi
- Alberto Drago
- Griselda Gambaro
- Carlos Somigliana
- Patricio Esteve
- Ricardo Monti
- Aída Bortnik
- Ricardo Halac
- Pacho O'Donnell
- Carlos Pais
- Eduardo Pavlovsky
- Pepe Soriano
- Alfredo Alcón
- Héctor Alterio

## Comentarios
Salvador Sammaritano dijo en 1989 en ocasión de su preestreno:

«Pocas películas reciben este homenaje del exigente público de Núcleo.»

El director Arturo Balassa dijo a La Razón :

«El origen del film nace con el interés por el teatro y la gente que hace a la actividad. Fue una inquietud estética, pero también gremial y social.»

Jorge Auditore opinó en  La Razón:

«Sus varias lecturas, todas positivas, convergen en un punto comín: rescatar del olvido un patrimonio valiente, pleno de fuerza e ideas, tan opuesto a la penosa carga de la autocensura y represión.»

Manrupe y Portela escriben:

«Interesa por su valor testimonial y su visión diferente de la dictadura.»

Ramiro Manduca opinó que en su narrativa, el documental traza una genealogía del teatro popular en Argentina y el modo en que las clases dominantes buscaron "apagar" esas voces. Este aspecto que apela a una historia de largo plazo en la Argentina junto con los recursos utilizados cómo el montaje permiten situar a esta pieza cómo un documental propio de la transición democrática.

## Premios
Recibió el Premio Especial del Jurado en el Festival de Operas Primas realizado en Bariloche en 1989 y el Premio Cóndor de Plata a la mejor ópera prima.